# Kalafina

Autographes des membres du groupe. En haut à gauche : Hikaru ; en haut à droite : Wakana, en bas : Keiko.

Kalafina (カラフィナ) est un quatuor puis un trio japonais actif entre 2007 et 2019 puis depuis 2024, et produit intialement par la compositrice Yuki Kajiura, afin, à l'origine, d'interpréter des musiques pour l'anime The Garden of Sinners.

## Histoire
Yuki Kajiura, productrice, compositrice et parolière déjà renommée pour ses compositions dans le cadre d'animes, est contactée afin de créer la bande originale des sept chapitres de The Garden of Sinners. Dans un premier temps, elle retient à cette fin deux des chanteuses avec lesquelles elle a déjà travaillé, notamment pour ses projets FictionJunction : Wakana Ōtaki, à la voix de soprano adaptée à l'ambiance tragique de l'anime, et Keiko Kubota, à la voix contralto totalement opposée, cette opposition permettant une grande variété de mélodies.
Ce nouveau projet est officialisé et le nom des deux chanteuses révélé le 29 avril 2008 sur la scène du concert Dream Port 2008, tenu en commun avec Sound Horizon, postérieurement à la sortie du premier single Oblivious.
Un mois après, Sony Music Entertainment Japan et Yuki Kajiura annoncent que deux autres chanteuses, sélectionnées au cours d'une audition parmi 30 000 participantes, rejoignent le groupe. Il s'agit de Hikaru, retenue pour la réverbération de sa voix, et de Maya, qui participeront à l'enregistrement du single suivant, Sprinter/Aria, sorti le 30 juillet 2008 ainsi qu'à la première prestation live de la formation, dès le lendemain. Ce concert, demandé par les fans est le premier d'une longue série qui n'était initialement pas prévue.
Maya disparaît ensuite du single suivant, Fairytale ainsi que du concert organisé à l'occasion de sa sortie, les 24 et 25 décembre 2008. Elle n'apparaîtra plus ni en studio ni sur scène par la suite, et son départ est officialisé par le label en mai 2009.
Le 23 mai 2009, la formation donne son premier concert hors du Japon, à la convention Anime Boston (États-Unis). Dès lors, elle est régulièrement invitée dans différents festivals en Asie (Taipei, Singapour...) et aux États-Unis. Leur première prestation en Europe eut lieu au festival AnimagiC de Bonn (Allemagne), les 27 et 28 juillet 2012, devant près de 2 000 personnes. Elles seront ensuite invitées pour la première fois en France par le festival Japan Expo du 2 au 6 juillet 2014 ; leur showcase du dimanche aura attiré environ 5 000 personnes (la capacité maximale de la salle, environ 2 000 personnes n'ayant pu y entrer).
Lors du festival AnimagiC en 2012, l'édition d'un coffret regroupant les trois premiers albums Seventh Heaven, Red Moon et After Eden par le label anglais Toki Media est annoncée pour une sortie en janvier 2013. Le même éditeur sort en avant-première européenne l'album Consolation à l'occasion de la Japan Expo 15e Impact en 2014.
Après avoir rencontré pour la première fois la formation sur le plateau de l'émission télévisée Music Fair de Fuji TV en mai 2015, le chanteur Shinji Tanimura annonce la sortie de son single Alcira no Hoshi le 16 mars 2016, auquel Kalafina participe en featuring.
Depuis 2011, la saison hivernale est l'occasion pour le trio de se produire dans des salles plus symphoniques à l'occasion de concerts acoustiques très appréciés. Partant au départ d'une seule date, la tournée 2016 comporte pas moins de 11 représentations. Fortes de ce succès, les trois chanteuses sortent en novembre de la même année leur premier album de reprises comprenant des réinterprétations de chants traditionnels de Noël et d'hiver.
En avril 2017, le groupe passera sous le nouveau label SACRA MUSIC, créé par SMEJ afin de promouvoir les activités de ses artistes à l'international.
En octobre 2017, l'astéroïde (40775) Kalafina est nommé en l'honneur du trio.
Le 13 mars 2019, l'agence du groupe, Space Craft, annonce la dissolution de celui-ci en raison de son inactivité depuis le départ, en février 2018, de Yuki Kajiura suivi de celui de Keiko Kubota en avril, puis de Hikaru Masai (en) en novembre,,.
Le groupe annonce sa reformation le 3 octobre 2024 dans son format trio tel qu'il existait entre 2009 et 2018 à l'occasion de l'annonce d'un concert anniversaire le 15 janvier 2025. Yuki Kajiura précisant cependant ne pas avoir impliquer dans ce projet et ne pas en avoir été informé en amont de l'annonce.

## Participations
Le groupe a notamment participé à la bande originale des animes suivants :
- The Garden of Sinners : les trois chansons du single Oblivious, les deux chansons du single Sprinter/Aria, ainsi que les chansons Fairytale, Seventh Heaven et Hallelujah.
  - Extra Chorus : la chanson Dolce.
- Black Butler : les chansons Lacrimosa et Kagayaku Sora no Shijima ni wa ;
- La Mélodie du ciel : la chanson Hikari no Senritsu ;
- Eve no Jikan : The Movie : la chanson I Have a Dream ;
- Puella Magi Madoka Magica : la chanson Magia.
  - Eternal : la chanson Hikari Furu
  - Rebellion : les deux chansons du single Kimi no Gin no Niwa ;
  - une musique de transformation de Mami Tomoe : Mirai
- Fate/Zero : le single To the beginning
- Fate/Stay Night: Unlimited Blade Works : les chansons Believe et Ring your bell;
- Aldnoah.Zero : la chanson Heavenly Blue ;
- The Heroic Legend of Arslân : les chansons One Light et Blaze
- Zaregoto Series : la chanson Märchen pour l'OVA Kuribiri Cycle.

La formation a également d'autres participations à son actif :
- Les chansons Storia, Symphonia, Yume no Daichi, Far on the Water et into the world pour la série documentaire Rekishi Hiwa Historia de la NHK ;
- La chanson Hoshi no Utai pour le jeu vidéo Nobunaga noyabō Online ;
- La chanson Moonfesta pour l'émission jeunesse Minna no Uta de la NHK.

## Discographie

### Albums studio
| Date              | Date        | Date         | Date         | Titre                                   | Classement Oricon | Classement Oricon | Ventes (Japon) | Ventes (Japon) |
| JA                | DE IT       | CH AU        | FR BE        | Titre                                   | Meilleur          | Semaines          | 1re semaine    | Total          |
| ----------------- | ----------- | ------------ | ------------ | --------------------------------------- | ----------------- | ----------------- | -------------- | -------------- |
| 4 mars 2009       |             |              |              | Seventh Heaven                          | 8                 | 19                | 19 933         | 38 087         |
| 17 mars 2010      |             |              |              | Red Moon                                | 5                 | 9                 | 17 985         | 27 818         |
| 21 septembre 2011 |             |              |              | After Eden                              | 3                 | 11                | 21 045         | 34 034         |
| 20 mars 2013      | 7 aout 2014 | 18 aout 2014 | 27 aout 2014 | Consolation                             | 3                 | 14+1              | 19 578         | 33 096         |
| 16 septembre 2015 |             |              |              | Far on the Water                        | 2                 | 21                | 24 601         | 47 519         |
| 16 novembre 2016  |             |              |              | Winter Acoustic "Kalafina with Strings" | 15                | 6                 | 9 019          | 12 474         |

### Albums live
| Date            | Titre                                                    | Classement Oricon | Classement Oricon | Ventes      | Ventes |
| JA              | Titre                                                    | Meilleur          | Semaines          | 1re semaine | Total  |
| --------------- | -------------------------------------------------------- | ----------------- | ----------------- | ----------- | ------ |
| 23 janvier 2013 | Kalafina 5th Aniversary Live Selection 2009-2012         | 11                | 4                 | 9 059       | 11 860 |
| 20 janvier 2016 | Kalafina 8th Anniversary Special Products the Live Album | 14                | 4                 | 6 735       | 8 593  |

### Compilations
| Date            | Date           | Date            | Date            | Titre | Classement Oricon | Classement Oricon | Ventes      | Ventes |
| JA              | FR BE          | Europe          | GB              | Titre | Meilleur          | Semaines          | 1re semaine | Total  |
| --------------- | -------------- | --------------- | --------------- | --- | ----------------- | ----------------- | ----------- | ------ |
|                 | 9 janvier 2013 | 18 janvier 2013 | 28 février 2013 | Kalafina - Special European Edition 2012 Coffret comprenant les trois premiers albums Seventh Heaven, Red Moon et After Eden. | n/a               | n/a               | n/a         | n/a    |
| 16 juillet 2014 |                |                 |                 | The Best Blue | 3                 | 49                | 26 739      | 59 379 |
| 16 juillet 2014 | The Best Red   | 4               | 29              | 25 598 | 47 738            |                   |             |        |

### EPs
| Date          | Titre        | Classement Oricon | Classement Oricon | Ventes      | Ventes |
| JA            | Titre        | Meilleur          | Semaines          | 1re semaine | Total  |
| ------------- | ------------ | ----------------- | ----------------- | ----------- | ------ |
| 23 avril 2008 | Re/oblivious | 37                | 6                 | 5 454       | 10 076 |

### Singles
| Date              | Titre Tie-in                                                                                    | Classement Oricon | Classement Oricon | Ventes      | Ventes |
| JA                | Titre Tie-in                                                                                    | Meilleur          | Semaines          | 1re semaine | Total  |
| ----------------- | ----------------------------------------------------------------------------------------------- | ----------------- | ----------------- | ----------- | ------ |
| 23 janvier 2008   | Oblivious The Garden of Sinners, chapitres 1 à 3                                                | 8                 | 24                | 17 127      | 38 695 |
| 30 juillet 2008   | Sprinter/Aria The Garden of Sinners, chapitres 4 et 5                                           | 10                | 8                 | 13 833      | 23 309 |
| 24 décembre 2008  | Fairytale The Garden of Sinners, chapitre 6                                                     | 9                 | 6                 | 15 984      | 20 252 |
| 4 mars 2009       | Lacrimosa Black Butler, saison 1                                                                | 14                | 7                 | 10 456      | 17 676 |
| 1er juillet 2009  | Storia Rekishi Hiwa Historia                                                                    | 15                | 4                 | 4 887       | 7 093  |
| 28 octobre 2009   | Progressive n/a                                                                                 | 14                | 3                 | 5 339       | 6 707  |
| 20 janvier 2010   | Hikari no Senritsu (光の旋律) La Mélodie du ciel                                                | 7                 | 11                | 10 514      | 20 281 |
| 15 septembre 2010 | Kagayaku Sora no Shijima ni wa (輝く空の静寂には) Black Butler, saison 2                        | 14                | 5                 | 8 231       | 11 769 |
| 16 février 2011   | Magia Puella Magi Madoka Magica                                                                 | 7                 | 21                | 22 335      | 48 679 |
| 18 avril 2012     | To the beginning Fate/zero, saison 2                                                            | 11                | 17                | 23 763      | 52 413 |
| 18 juillet 2012   | moonfesta (moonfesta ~ムーンフェスタ~) Minna no Uta                                             | 11                | 4                 | 7 729       | 10 023 |
| 24 octobre 2012   | Hikari Furu (ひかりふる) Puella Magi Madoka Magica : Eternal                                    | 4                 | 16                | 38 071      | 58 379 |
| 2 octobre 2013    | Hallelujah (ハレルヤ) The Garden of Sinners, chapitre 8 et Extra Chorus                         | 10                | 7                 | 11 780      | 18 980 |
| 6 novembre 2013   | Kimi no Gin no Niwa (君の銀の庭) Puella Magi Madoka Magica : Rebellion                          | 4                 | 14+2              | 37 259      | 60 922 |
| 6 août 2014       | Heavenly Blue Sorti uniquement en édition limitée Aldnoah.Zero, saison 1                        | 15                | 12                | 7 307       | 18 704 |
| 19 novembre 2014  | Believe Fate/stay night: Unlimited Blade Works, saison 1                                        | 10                | 10                | 25 107      | 27 722 |
| 13 mai 2015       | Ring your bell Fate/stay night: Unlimited Blade Works, saison 2                                 | 8                 | 10                | 15 873      | 26 244 |
| 12 aout 2015      | One Light The Heroic Legend of Arslân, saison 1                                                 | 10                | 8                 | 11 708      | 17 644 |
| 10 aout 2016      | Blaze The Heroic Legend of Arslân, saison 2                                                     | 10                | 6                 | 10 605      | 14 806 |
| 5 avril 2017      | into the world/Märchen (メルヒェン) Rekishi Hiwa Historia / Zaregoto Series, OVA Kuribiri Cycle | 9                 | 7                 | 10 285      | 13 846 |
| 9 aout 2017       | Hyakka Ryōran (百花撩乱) Katsugeki Tōken Ranbu                                                  | 9                 | 10                | 13 374      | 21 493 |

### Clips vidéo
Tous ces clips sont disponibles sur l'édition limitée de leurs singles ou CD respectifs, sauf mention contraire.
- oblivious ~ufotable EDIT~ (sur le single Sprinter/ARIA)
- Sprinter
- Fairytale
- Seventh Heaven
- Lacrimosa
- Storia
- Progressive
- Hikari no Senritsu (光の旋律?)
- Kagayaku Sora no Shijima ni wa (輝く空の静寂には?) (supprimé en France)
- Magia
- Symphonia
- To the beginning
- Moonfesta (moonfesta~ムーンフェスタ~?)
- Hikari Furu (ひかりふる?)
- Yume no Daichi (夢の大地?)
- Kimi no Gin no Niwa (君の銀の庭?)
- Heavenly Blue (d'abord sur iTunes pour 400 yens puis sur l'album Far on the Water) (supprimé en France)
- Believe
- Ring your bell
- One Light (supprimé en France)
- Far on the Water (supprimé en France)
- Blaze
- into the water et Märchen